# داریوش خواجه نوری
داریوش خواجه نوری متولد ۱۳۴۷ در تهران خواننده، آهنگساز و گیتاریست سبک پاپ، فلامنکو و تلفیقی ایرانی است

## فعالیت حرفه ای
تحصیلات او در رشته کشاورزی بود ولی به دلیل علاقه اش از دوره کودکی به ساز گیتار مجذوب به این ساز و سبک موسیقی فلامنکو شد به همین دلیل از ۱۱ سالگی نزد یک استاد ایتالیایی به نام لوچیانو لاکورته به فراگیری این ساز و سبک موسیقی پرداخت و سپس به برادرش محمدعلی خواجه نوری نیز آموزش داد داریوش و محمدعلی در سال ۱۳۶۸ و در دوران وزیری سید محمد خاتمی بر وزارت فرهنگ و ارشاد اسلامی با تأسیس گروه برادران خواجه نوری توانستند مجوز اولین کنسرت‌های گیتار در ایران را از این وزارتخانه اخذ کنند محل برگزاری اولین کنسرت آنها در دانشگاه شهید بهشتی بود
با روی کار آمدن دولت اصلاحات و بازگشایی نسبی کنسرتهای موسیقی نیز جان دوباره ای گرفت کنسرتهای داریوش خواجه نوری که اکثراً در کاخهای نیاوران و سعد آباد برگزار می‌شد را می‌توان در زمره پرمخاطب‌ترین کنسرتهای بعد از انقلاب قلمداد کرد به شکلی که به شهادت شاهدان عینی در شمال تهران و در نزدیکی محل برگزاری کنسرتها باعث ایجاد ترافیک شده بود عمر این اجراها اگرچه تا پایان همین دولت اصلاحات بود اما باعث اثرگذاری شد با روی کار آمدن دولت محمود احمدی‌نژاد اجراهای هنرمندان بسیاری من جمله داریوش خواجه نوری نیز دستخوش تغییر و ممنوعیت گشتآخرین کنسرت داریوش خواجه نوری در ایران با پشت سر گذاشتن موانع بسیار در سال ۱۳۹۳ در تالار وحدت اتفاق افتاد

## گروه زریاب
در سال ۱۳۷۸ داریوش خواجه نوری به همراه برادرش محمدعلی خواجه نوری با دریافتن قرابت سبک موسیقی فلامنکو و موسیقی سنتی ایرانی دست به تلفیق تازه ای میان این دو موسیقی زدند و در این راه از حضور نوازندگان سرشناسی همچون جلال ذوالفنون، حسین سمندری و هادی منتظری بهره‌مند گشتند. این تلفیق اگرچه مورد انتقاد برخی اساتید موسیقی در جلسه ۲۶ بهمن ماه ۱۳۸۶ در خانه هنرمندان قرار گرفت اما توانست در باز شدن راه این سبک موسیقی کمک بسیاری نماید
حاصل این تلفیق آلبوم موسیقی افق است که در دست انتشار می‌باشد

## آثار

### آلبومها:
| نام آلبوم | ناشر      |
| --------- | --------- |
| آرزوها    | آوای سپهر |
| کلبه      | پیغام سحر |
| ساز بارون | ایران گام |
| پنجره     | راه زندگی |

در دست انتشار:
- افق [۶]

### آثار دیگر
- تیتراژ برنامه پنجره به کارگردانی محمدرضا حسینیان (۱۳۸۰)
- سرود راهیابی تیم ملی ایران به جام جهانی 2006
- قطعه موسیقی
- سرود سرخ (سرود رسمی باشگاه پرسپولیس)[۷]

## مهاجرت
داریوش خواجه نوری سرانجام در سال ۱۳۹۴ به آمریکا مهاجرت کرد و درشهر لس آنجلس اقامت گزید وی هدف از مهاجرت خود را تشکیل گروهی از نوازندگان ایرانی و بین‌المللی بیان کرد